# Fritz-Schumacher-Schule
Die Fritz-Schumacher-Schule ist eine Stadtteilschule im Hamburger Stadtteil Langenhorn. Das 1931 im Heimatschutzstil errichtete, denkmalgeschützte Gebäude wurde von Fritz Schumacher entworfen.

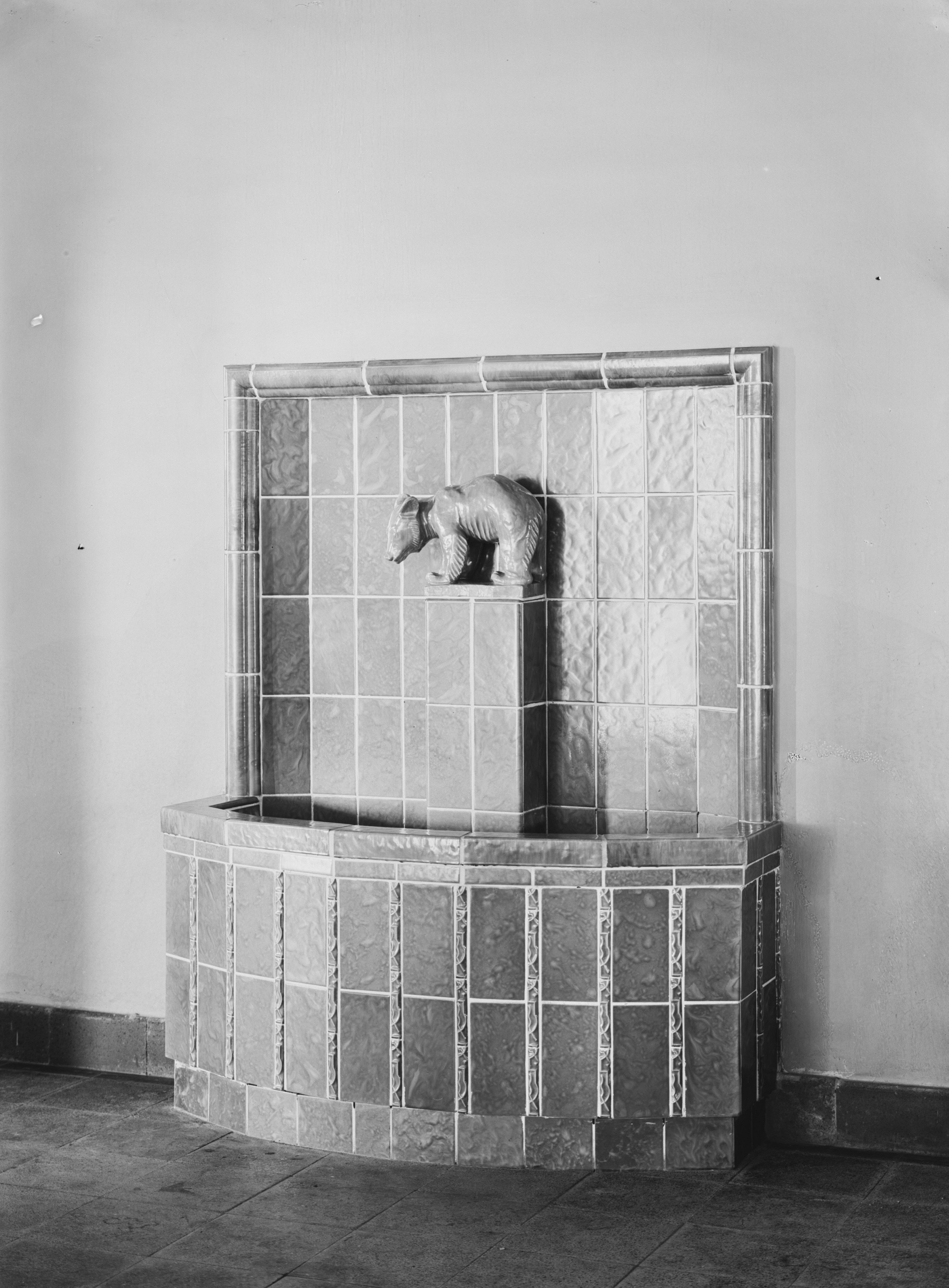
Keramikbrunnen von Richard Kuöhl

## Geschichte
1918 wurde Fritz Schumacher als Oberbaudirektor der Freien und Hansestadt Hamburg beauftragt 800 Wohnungen für Soldatenfamilien, kinderreiche Familien und Veteranen zu errichten (Fritz-Schumacher-Siedlung). Von den geplanten 800 Wohnungen, wurden am Ende aus Geldmangel 658 realisiert. Fritz-Schumacher wollte zu dem Wohnraum die nötige Infrastruktur für die Siedlung errichten, darunter auch eine Schule.
1921 errichtete Fritz Schumacher zunächst eine Barackenschule am Heerskamp (heute Timmerloh), um 1931 war dann das heutig bekannte Gebäude bezugsfähig. Zunächst befand sich die Turnhalle im Gebäude, heute befindet sich dort die Pausenhalle (im Bild der Gebäudeteil zwischen den beiden großen Türen).
Während der Zeit des dritten Reichs wurde die Schule von den Nationalsozialisten zu deren Zwecken umgestaltet und zu einer Kaserne für SS-Soldaten umfunktioniert. Das Gebäude wurde nicht bombardiert, aber durch die SS-Soldaten in Mitleidenschaft gezogen. Nach der Kapitulation Deutschlands wurde die Schule von britischen Einheiten zu einer Kaserne umfunktioniert. Während zu Beginn 1945 die britischen Truppen 12 Klassenräume für den Schulunterricht freiräumten, wurde gegen Ende 1945 das gesamte Gebäude zur Verfügung gestellt.
Um 1950 bis 1982 wurde die Schule als eine Haupt- und Realschule parallel geführt. In dem Gebäude befand sich zudem auch ein Kindergarten, der in den 1980er Jahren in die Tangstedter Landstraße 152 zog.
In den 1950er und 1960er Jahren wurde die Schule in Heerskamp-Ost und Heerskamp-West organisatorisch getrennt, zusätzlich wurde eine Berufs- und Haushaltsschule (welche um 1950 wieder aufgelöst wurde), eine Hilfsschule und das Gymnasium Langenhorn gegründet.
Bis 1979 befand sich in dem Gebäude zusätzlich auch eine Grundschule und bis 2002 hatte dort auch die von dem Lehrer Johannes Böse 1925 gegründete Griffelkunst-Vereinigung Langenhorn ihren Sitz, die dann nach St. Pauli zog und sich in Griffelkunst-Vereinigung Hamburg umbenannte.
1979 bis 2010 wurde die Schule als eine Gesamtschule geführt. Seit 2010 wird die Schule als eine Stadtteilschule geführt.

## Architektur und Baugeschichte
1986 wurde die neue Turnhalle gegenüber der Fritz-Schumacher-Schule am Timmerloh 32 fertiggestellt.
Die ursprüngliche Sporthalle wird heute als Pausenhalle verwendet. Eine Sanierung der alten Pausenhalle fand Anfang 2014 statt.

## Schulprofil
Die gymnasiale Oberstufe wird in Kooperation mit der Stadtteilschule am Heidberg an einem externen Standort, am Foorthkamp 36 geführt. Zudem wird die ehemalige Förderschule am Foorthkamp 42 für Internationale Vorbereitungsklassen der Fritz-Schumacher-Schule genutzt.

## Bekannte Ehemalige
- Johannes Böse (1879–1955), Lehrer (auch im vorherigen Bau)
- Herbert Spangenberg (1907–1984), deutscher Maler (Schüler im vorherigen Bau)
- Anita Hilda Christine Sellenschloh (1911–1997), Lehrerin. Nach ihr wurde 2002 der Anita-Sellenschloh-Ring in Hamburg-Langenhorn benannt.[11]
- Holger Börnsen (1931–2019), deutscher Grafiker, Zeichner und Illustrator (Schüler)
- Joshua Weißleder „Simon Desue“ (* 1991), deutscher Webvideoproduzent[12] (Schüler)